# Der heitere Fridolin (Ullstein)
Der heitere Fridolin, Halbmonatsschrift für Sport, Spiel, Spaß und Abenteuer, erschien von 1921 bis 1928 im Ullstein Verlag Berlin und war die bekannteste aller verkauften Kinderzeitschriften der damaligen Zeit. Er erschien halbmonatlich und hatte einen Umfang von 16 Seiten.
Der Verlag Ullstein & Co. brachte die Zeitschrift auch in Österreich und der Tschechoslowakei heraus.

## Geschichte
Zwischen Oktober 1921 und Dezember 1928 erschien im Berliner Ullstein Verlag alle 14 Tage ein 16-seitiges Magazin im Format 15 × 22 cm unter dem Namen Der heitere Fridolin. Es kostete ursprünglich eine Mark – während der Inflation stieg der Preis bis auf 500.000 Mark – und später nur noch 15 Pfennige. Das Heft enthielt neben Erzählungen und einigen Bildergeschichten auch Rätsel, Witze und Bastelanleitungen. Die Durchnummerierung des Magazins erfolgte jahrgangsweise, sodass im Oktober eines jeden Jahres die jeweilige erste Nummer eines Jahrgangs erschien. Die Einstellung von Der heitere Fridolin erfolgte ohne Nennung von Gründen. Der Anfangserfolg inspirierte den Verlag zu einer ab 1924 monatlich erscheinenden Publikumszeitschrift auf literarisch höherem Niveau, dem Uhu.
Ein besonderes Kennzeichen des Magazins, dessen Logo ein motorgetriebener Delphin war, waren die wiederkehrenden Figuren der Bildergeschichten.

## Autoren und Illustratoren
Bekannte Autoren waren unter anderem Paul Simmel, mit Laatsch und Bommel, Albert Schaefer-Ast mit Benjamin Pampe, Ferdinand Barlog mit Professor Pechmann, Fritz Bernhard Eichenberg und Moritz Pathé.

## Fortsetzungsgeschichten
- Filmprinz Hal von Karl Escher
- Himmel, meine Schuhe von Leberecht Kümmel
- Kai aus der Kiste von Wolf Durian
- Die Luftfabrik von Dusendal (anonymer Autor/Doktor Ix)

## Drucktechnik
Die Zeitung wurde bis auf wenige Ausnahmen zweispaltig in der Walbaum-Fraktur im Blocksatz gesetzt, die Titel meist mit gezeichneten Schriften im Mittelachsensatz, oft in Kurrentschrift. Druckverfahren war der Hochdruck, Umschlagseiten, Seiten 4 und 5 und Mittelaufschlag im Mehrfarbdruck, die restlichen Innenseiten in Schwarz-Weiß. Die Zeitung wurde unbeschnitten und ohne Bindung vertrieben.